# Anti-glicocorticoides
Os medicamentos anti-glicocorticoides são uma classe de fármacos que atuam na redução dos efeitos dos glicocorticoides, principalmente do cortisol, no corpo. Eles incluem antagonistas diretos dos receptores de glicocorticoides, como amifepristona, e os inibidores de síntese, como a metirapona, ocetoconazol e a aminoglutetimida. Eles são utilizados como  tratamento da síndrome de Cushing.
Esses medicamentos também têm sido investigados por seus potenciais efeitos terapêuticos em diversos transtornos psiquiátricos, especialmente na depressão e psicose. O fundamento lógico da utilização de anti-glicocorticoides na psiquiatria deriva da desregulação do eixo hipotálamo-hipófise-adrenal (HPA) observada em diversas condições psiquiátricas, as quais frequentemente se manifestam com elevados níveis de cortisol.

## Tipos
Existem vários tipos de medicamentos anti-glicocorticoides, incluindo:
1. Inibidores da síntese de cortisol: Esses fármacos, como metirapona, aminoglutetimida e cetoconazol, atuam bloqueando a produção do cortisol nas glândulas supra-renais.[6]
2. Antagonistas dos receptores de glicocorticoides: amifepristona (RU-486) é o principal exemplo desta classe,  a qual bloqueia diretamente a ação do cortisol em seus próprios receptores.[3][6]
3. Hormônios esteroides: A desidroepiandrosterona (DHEA) tem sido estudada por seus potenciais efeitos anti-glicocorticóides.[3]

## Aplicações terapêuticas

### Síndrome de Cushing
Os medicamentos anti-glicocorticoides são uma opção de tratamento para a síndrome de Cushing, uma condição caracterizada pela produção excessiva de cortisol. Esses medicamentos são usados, principalmente, em dois cenários: no  manejo pré-operatório, para controlar os sintomas e reduzir os riscos cirúrgicos e, também, como tratamento de longo prazo quando a cirurgia falha ou não é viável. Os principais agentes anti-glicocorticoides empregados no tratamento da síndrome de Cushing incluem inibidores da esteroidogênese, como a metirapona e o cetoconazol, que bloqueiam a produção do cortisol, e a mifepristona (RU-486), que antagoniza diretamente o receptor de glicocorticoide. A metirapona e o cetoconazol são frequentemente preferidos, sendo considerados o tratamento farmacológico de primeira linha, tanto como monoterapia quanto em combinação, devido sua eficácia no controle da hipercortisolemia. No entanto, é essencial um monitoramento cuidadoso durante o tratamento, pois esses medicamentos podem, potencialmente, causar efeitos colaterais e, em alguns casos, levar à insuficiência adrenal. Embora a terapia anti-glicocorticoide tenha se mostrado promissora no controle da síndrome de Cushing, ela é geralmente considerada uma terapia adjuvante à cirurgia, que continua sendo a cura definitiva para a maioria dos casos.

### Transtornos psiquiátricos
O uso de fármacos anti-glicocorticoides no tratamento de transtornos psiquiátricos apresentam resultados conflitantes. Alguns estudos mostraram-se promissores no tratamento da depressão, especialmente nos casos associados a sintomas psicóticos. No entanto, uma revisão de artigos da Cochrane a respeito do uso de anti-glicocorticoides no tratamento da psicose não encontrou diferenças significativas na melhora de sintomas psicóticos gerais, sintomas positivos e sintomas negativos, quando comparados aos grupos de controle que receberam placebo.
O mecanismo de ação farmacológica dos anti-glicocorticoides nos transtornos psiquiátricos, ainda não é totalmente compreendido. Uma hipótese sugere que essas drogas podem funcionar reduzindo o aumento dos glicocorticoides produzidos pelo hormônio liberador de corticotropina (CRH) em certas regiões do cérebro, como o núcleo central da amígdala. Ademais, esses fármacos podem afetar a regulação dos receptores de glicocorticoide, neuroesteroides e dos sistemas clássicos de monoaminas.